# هبة الله بن كامل
أبو القاسم هبة الله بن عبد الله بن كامل التنوخي الصوري الملقب بــالمفضل وفخر الأمناء (؟ - 4 أبريل 1174/ 1 رمضان 569) قاضي جعفري وشاعر عربي مصري. كان أديبًا وشاعرًا. عيّن قاضيًا للشيعة الاثنا عشرية سنة 1131 في القاهرة بالدولة الفاطمية. وقيل كان داعي الدعاة للفاطميين الإسماعيليين. ولما انتهت حكم العاضد لدين الله الفاطمي، قبض عليه وقتل مصلوبًا إذ أنه أحد الثمانية الذين سعوا «في أعادة دولة بني عبيد، فشنقهم صلاح الدين الأيوبي.».

## سيرته
اختلف المؤرخون في نسبه، مع هذا هو هبة الله بن عبد الله بن معالي بن كامل بن عبد الكريم بن الحسن بن محمد بن أبي كامل، أبو القاسم المُضَري التنوخي الشهرزوري الصوري المقدسي. 

عندما رتب أبو علي بن الأفضل القضاة في الدولة الفاطمية بمصر سنة 525 هـ/ 1131 م، ولاه رابع أربعة، فمن كل مذهب قاض، وهم: قاضي الشافعية، والإسماعيلية، والمالكية، والإثنا عشرية، وكل منهم يحكم بمذهبه، فكان قاضي الإثنا عشرية/الإمامية هبة الله بن كامل.

ثم ولي القضاء بعد صرف مجلّى في أواخر شعبان 549/ نوفمبر 1154، ولاه طلائع بن رزيك، وأضيفت إليه الدعوة، وناب عن الخليفة الفائز بنصر الله في الخطبة في الأعياد. ولقّب بضياء الدين فخر الأمناء، ثم عزل في العشر الأخير من المحرم 558/ يناير 1163، وأعيد أبو الفضائل يونس من قبل شاور بن مجير السعدي. ثم صرف في العشر الأول من ذو الحجة وأعيد هذا ثانية في أوائل المحرم 559/ ديسمبر 1163، ثم صرف في ربيع الأول سنة 559/ فبراير 1164، فولى الحسن بن علي بن العوريس. ثم أعيد ثالثة في ذو الحجة 565/ أغسطس 1170، ثم صرف في جمادى الأولى سنة 566/ يناير 1171.

قتل هبة الله بن كامل في 1 رمضان 569/ 4 أبريل 1174 بيد الأيوبيين. ذكره الذهبي في تاريخ الإسلام، وقال «كَانَ عالِمًا، فاضلًا، أديبًا، شاعرًا، متفنّنًا، مِن كبار علماء الدَّولة المصريَّة، وكان عندهم فِي الرُّتبة العليا. وكان أحد الجماعة الّذين سعوا فِي إعادة دولة بني عُبَيْد، فظفر بهم السُّلطان صلاح الدِّين، فأوَّل ما صَلَب داعي الدُّعاة هذا، وعُمارة اليمني نسأل الله الستر والسلامة، وصُلِبَ فِي رمضان وهُوَ صائم.»  في الجانب الآخر، ذكره العماد الأصبهاني في كتابه خريدة القصر وجريدة العصر، وقال‌ «كان داعي الدعاة بمصر للأدعياء، وقاضي القضاة لأولئك الأشقياء، يلقبونه بفخر الأمناء، وهو عندهم في المحلة العلياء، والمرتبة الشماء، والمنزلة التي في السماء، حتى انكدرت نجومهم، وتغيرت رسومهم، وأقيم قاعدهم، وعضد عاضدهم، وأخليت منهم مصرهم، وأجلي عنهم قصرهم، فحرك ابن كامل ناقص الذب عنهم والشد منهم، فأمال قوماً على البيعة لبعض أولاد العاضد، ليبلغوا به ما تخيلوه من المقاصد، وسولوه من المكايد، فأثمرت بجثثهم الجذوع، وأقفرت من جسومهم الربوع، وأحكمت في لحومهم النسوع. وهذا أول من ضمه حبل الصلب، وأمه فاقرة الصلب، وهذا صنع الله فيمن ألحد، وكفر النعمة وجحد، وذلك غرة رمضان سنة تسع وستين وخمسمائة. »

## أدبه
كان أديبًا وشاعرًا، أوردت شعره في بعض مصادر سيرته. ومنه: